# Macarena Achaga
Macarena Achaga Figueroa (Mar del Plata, 5 marzo 1992) è un'attrice, modella, cantante e conduttrice televisiva argentina.

## Biografia
Macarena Achaga ha avviato la sua carriera come modella all'età di 15 anni, sotto prima la Pink Model Management e poi la Mulittalient Agency. Nel 2010 ha condotto la versione argentina di Los 10+ Pedidos. Tra il 2011 e il 2014 ha fatto parte del gruppo pop Ema 15, che hanno pubblicato un album eponimo nel 2012.
Negli anni 2010 ha trovato grande successo come attrice in numerose serie televisive come Miss XV - MAPS, Gossip Girl: Acapulco, La Piloto, La bella y las bestias e Amar a muerte.
Nel 2022 recita nel film di Sebastián Schindel La ira de Dios, prodotto per Netflix.

## Filmografia

### Cinema
- En las buenas y en las malas, regia di Gabriel Barragán Sentíes (2019)
- La ira de Dios, regia di Sebastián Schindel (2022)
- Il padre della sposa - Matrimonio a Miami (Father of the Bride), regia di Gary Alazraki (2022)

### Televisione
- Miss XV - MAPS (MISS XV) – serial TV (2012)
- Gossip Girl: Acapulco – serie TV, 25 episodi (2013)
- Besieged – serie TV, 8 episodi (2015)
- Cumbia Ninja – serie TV, 13 episodi (2015)
- El regreso de Lucas – serie TV, 58 episodi (2016-2017)
- La Piloto – serial TV, 82 episodi (2017-2018)
- La bella y las bestias – serie TV, 66 episodi (2018)
- Amar a muerte - serie TV, 88 episodi (2018-2019)
- El candidato – miniserie TV, 3 episodi (2020)

## Discografia

### Con gli Eme 15

#### Album in studio
- 2012 – Eme 15

#### Raccolte
- 2012 – Eme 15 (edición navideña)

#### Album dal vivo
- 2013 – Wonderland-Zona Preferente

#### Singoli
- 2012 – Wonderland
- 2012 – Solamente tú
- 2013 – Diferente

#### Singoli promozionali
- 2012 – Súper loca

## Doppiatrici italiane
Nelle versioni in italiano delle opere in cui ha recitato, Macarena Achaga è stata doppiata da:
- Monica Vulcano in Miss XV - MAPS[10]